# Danske Kirkers Råd
Danske Kirkers Råd är den bredaste och största ekumeniska organisationen i Danmark.
Rådet grundades den 1 juli 2004 genom samgående mellan Det økumeniske Fællesråd och Danske Kirkers Samråd. 

## Medlemskyrkor
Danske Kirkers Råd har följande 15 medlemskyrkor som utser två medlemmar var till rådsmötet, rådets styrande organ:
- Anglikanska kyrkan i Danmark
- Apostolsk Kirke
- Baptistkirken i Danmark
- Brødremenigheden
- Den Danske Folkekirke
- Den reformerte Synode i Danmark
- Det Danske Missionsforbund
- Frälsningsarmén i Danmark
- Gudsmoders Beskyttelse (Rysk-ortodoxa kyrkan i Danmark)
- International Church of Copenhagen
- Kirken i Kulturcenteret (Pingstförsamling i Köpenhamn)
- Koptisk-ortodoxa kyrkan i Danmark
- Metodistkirken i Danmark
- Romersk-katolska kyrkan i Danmark
- Svenska Kyrkan i Danmark